# Teatro Zorrilla (Valladolid)
El Teatro Zorrilla, obra de l'arquitecte Joaquín Ruiz Sierra, és un teatre al centre de Valladolid, a la Plaza Mayor, en el mateix indret on antigament hi hagué el desaparegut convent de Sant Francesc.

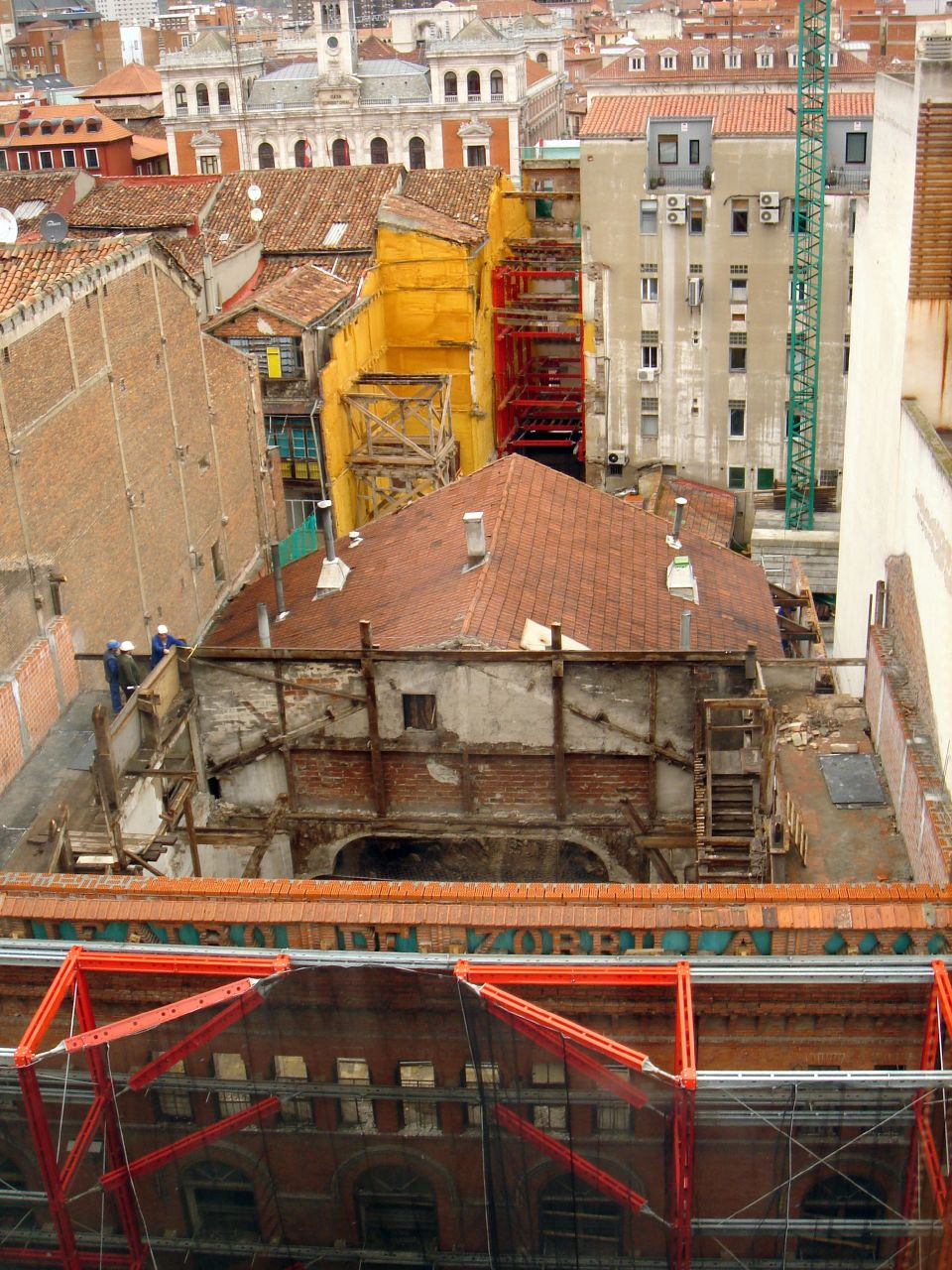
Vista de les cobertes (en restauració) del Teatro Zorrilla de Valladolid

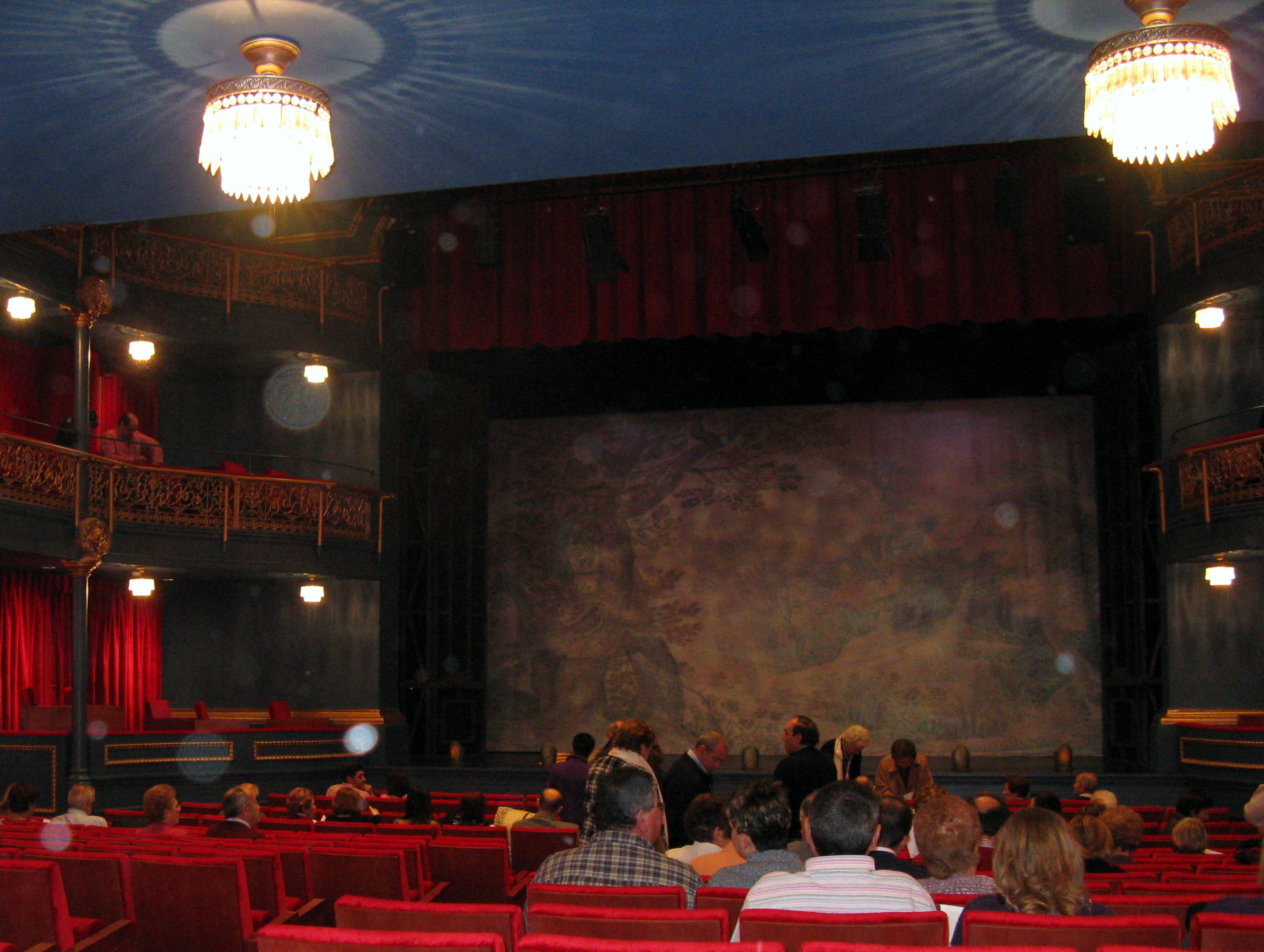
Interior del Teatre després de la restauració

Fou construït en honor del dramaturg val·lisoletà José Zorrilla, qui va acudir a la inauguració del teatre, l'octubre de 1884. Des de llavors, ha estat seu de nombrosos actes, com la Setmana Internacional de Cinema de Valladolid.
La nit del 22 al 23 octubre 1887 va tenir lloc la il·luminació elèctrica del Teatre Zorrilla, que fou juntament amb uns altres locals de la ciutat els primers a incorporar tan modern avanç per a l'època.
El 2005 es van iniciar les obres de restauració completa del teatre sota la iniciativa de la Diputació Provincial, enderrocant la pràctica totalitat de l'edifici, a excepció de les galeries i el sostre de la sala.
El nou projecte adapta el vell teatre a les necessitats del moment, creant un gran distribuïdor d'accés a la sala principal, fossat per l'orquestra i elevant set metres el cos de l'escenari per la col·locació de maquinària moderna. Es va crear també una sala petita que se situa just a sota del nou vestíbul. L'arquitecte que ha realitzat la restauració completa del teatre és Roberto Valle González.
Es va re-inaugurar durant les Festes de la Mare de Déu de Sant Llorenç de setembre de 2009.